# Општина Дабака (Клуж)
Дабака (рум. Dăbâca) општина је у Румунији у округу Клуж.
Oпштина се налази на надморској висини од 443 m.